# Ramses V
Ramses V (ca. 1175 a.C. – Tebe, ca. 1145/1144 a.C.) è stato un faraone della XX dinastia egizia.

## Biografia
Figlio di Ramses IV e della Grande sposa reale Duatentopet (nota anche come Tentipet), Ramses V rimase sul trono per breve tempo, con ogni probabilità per quattro anni appena, poiché il papiro Wilbour data al quarto anno del suo regno. Reperti a suo nome sono di conseguenza esigui: qualche scarabeo, una stele, un'iscrizione ed un piccolo obelisco.
Da quanto è possibile ricostruire, l'Egitto vide, in questo periodo, aumentare l'instabilità interna anche in seguito ad una grave crisi economica che potrebbe avere la sua causa nelle eccessive donazioni ed esenzioni fiscali nei confronti del potente clero tebano, che andava via via assumendo una autorità poco meno che regale.
A questo periodo risale il succitato papiro Wilbour, trattante questioni fiscali e terriere, fornito di rilevamenti topografici concernenti 95 miglia di terreni, ai fini della tassazione e delle esenzioni. Da tale documento, lungo poco più di 10 metri, si evince in che misura il territorio egiziano fosse controllato dai sacerdoti di Amon, e quanto questi controllassero le finanze del Regno; esso attesta l'influenza del sommo sacerdote (Primo profeta di Amon) di Tebe, Ramessenakht, il cui figlio Usimarenakhte era capo degli esattori del fisco.
Altri indizi della decadenza dell'Egitto sono forniti dal Papiro 1887 di Torino, che rende conto di uno scandalo finanziario scoppiato negli anni di Ramses V, il quale coinvolse i sacerdoti del tempio di Khnum sull'isola Elefantina; e dal Papiro cat. 2044 di Torino, un resoconto di incursioni da parte di invasori libici che avrebbero bruciato gli abitanti della città di Per-Nebyt e spinto gli operai di Deir el-Medina a interrompere, per paura, i lavori della tomba (KV9) dello stesso Ramses V.
Ramses V ebbe due Grandi spose reali, Henutwati e Tauerettenru, ma nessun figlio. La sua tomba nella Valle dei Re (KV9) fu in seguito usurpata dal suo successore - nonché zio - Ramses VI. Ciò ha portato a ipotizzare che Ramses VI possa aver detronizzato il nipote, ma non v'è altro indizio al riguardo. Un ostrakon registra che la mummia di Ramses V venne sepolta soltanto nel secondo anno di regno del suo successore.

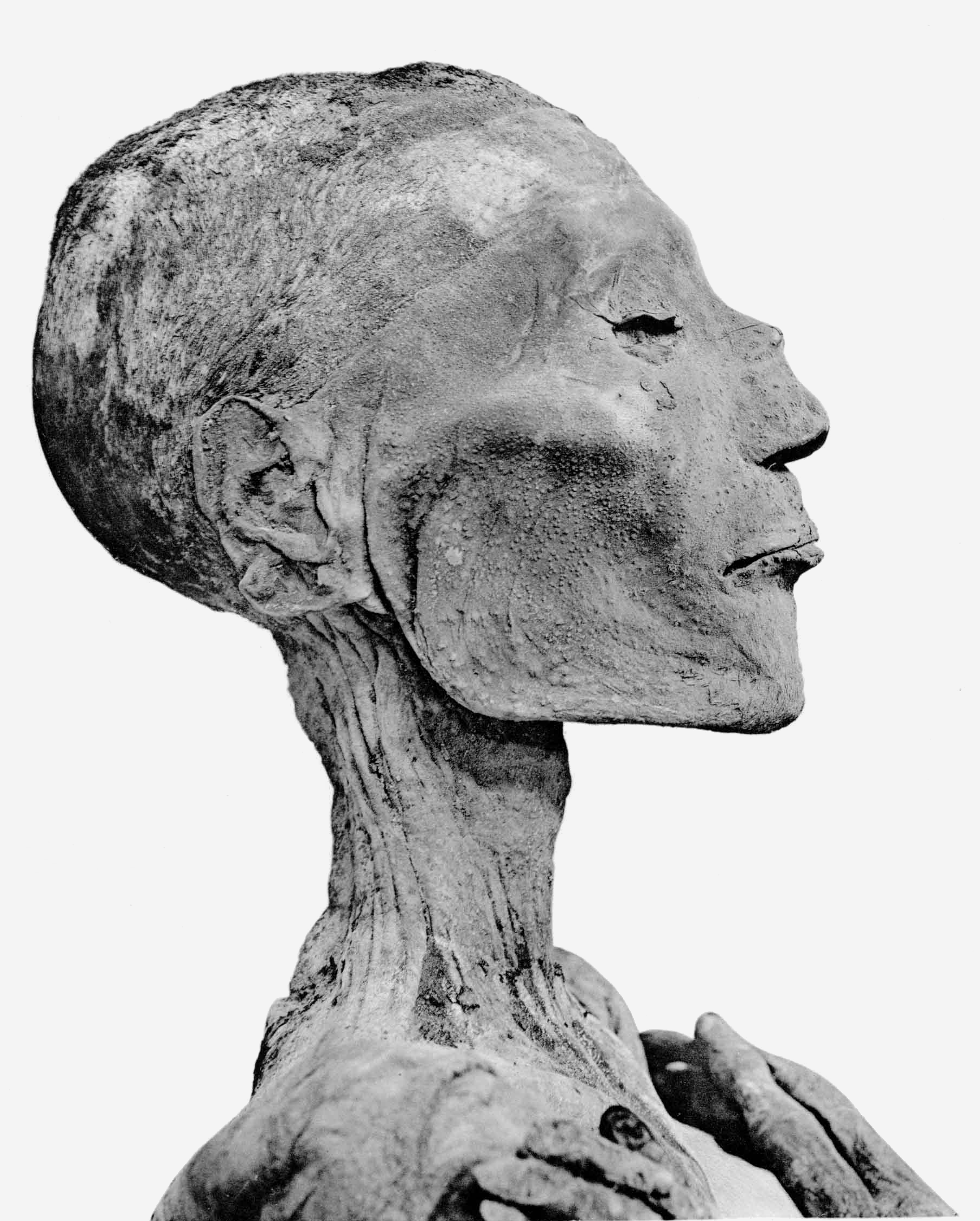
I segni del vaiolo sul viso della sua mummia fanno di Ramesse V la prima vittima accertata di questa malattia (fotografia di G. Elliot Smith, 1912).

Tale ritardo è altamente irregolare in quanto il rito prescriveva che il faraone venisse mummificato e inumato nel giro di 70 giorni dalla propria morte e dall'ascesa del successore. Comunque, il Papiro 1923 di Torino informa che solo dal secondo anno del regno di Ramses VI si poté tornare a una situazione di normalità e tranquillità, a Tebe e nei dintorni, una volta scacciati gli invasori libici. Ciò potrebbe aver permesso uno svolgimento più ordinato ai complessi riti funebri per il sovrano.

## Mummia
La mummia di Ramses V è stata ritrovata da Victor Loret nel marzo 1898, insieme a molte altre, nella tomba di Amenhotep II, più sicura dalle predazioni di quelle vicine, dove venne nascosta durante la XXI dinastia, durante il regno di Siamon e il "pontificato" di Pinedjem II.
La mummia è in eccellenti condizioni, non avendo subìto, a differenza di numerose altre salme, gravi danni da parte dei razziatori. Ramses V aveva una statura di 1 metro e 70. A causa dei numerosi segni di rash cutaneo vaioloso sulle guance e su tutto il viso e all'inguine, si suppone che il faraone sia morto di vaiolo - probabilmente, poco dopo i 30 anni - diventando così una delle prime vittime di questa malattia di cui ci sia giunta notizia. Fu notata inoltre un'ernia scrotale, o idrocele, non operata (similmente alla mummia del faraone Meremptah, che però mostra i segni di un intervento chirurgico). Il viso del faraone fu inoltre dipinto di rosso dopo l'imbalsamazione per mascherare il consueto annerimento a cui veniva sottoposta l'epidermide - tecnica che diventerà comune durante la XXI dinastia.
Il 3 aprile 2021 la sua mummia è stata traslata con la Parata d'oro dei faraoni dal vecchio Museo Egizio al nuovo Museo nazionale della Civiltà egiziana.

## Titolatura
| G5 |

| G5 |

| E1 · D40 | C10 | O25 |

| E1 · D40 | C10 | O25 |

| E1 · D40 | C10 | O25 |

| E1 · D40 | C10 | O25 |

| E1 · D40 | C10 | O25 |

| E1 · D40 | C10 | O25 |

| E1 · D40 | C10 | O25 |

| E1 · D40 | C10 | O25 |

| G16 |

| G16 |

|  |

| G8 |

| G8 |

| wsr | s | M4 | M4 | M4 | W19 | i | t · U15 · Aa13 | A40 |

| wsr | s | M4 | M4 | M4 | W19 | i | t · U15 · Aa13 | A40 |

| M23 · X1 | L2 · X1 |

| M23 · X1 | L2 · X1 |

| N5 | wsr | C10 | s | L1 | N5 | n |

| N5 | wsr | C10 | s | L1 | N5 | n |

| N5 | wsr | C10 | s | L1 | N5 | n |

| N5 | wsr | C10 | s | L1 | N5 | n |

| N5 | wsr | C10 | s | L1 | N5 | n |

| N5 | wsr | C10 | s | L1 | N5 | n |

| N5 | wsr | C10 | s | L1 | N5 | n |

| N5 | wsr | C10 | s | L1 | N5 | n |

| G39 | N5 |

| G39 | N5 |

| N5 | C2 | C12 | N36 · f | s | F31 | M23 |

| N5 | C2 | C12 | N36 · f | s | F31 | M23 |

| N5 | C2 | C12 | N36 · f | s | F31 | M23 |

| N5 | C2 | C12 | N36 · f | s | F31 | M23 |

| N5 | C2 | C12 | N36 · f | s | F31 | M23 |

| N5 | C2 | C12 | N36 · f | s | F31 | M23 |

| N5 | C2 | C12 | N36 · f | s | F31 | M23 |

| N5 | C2 | C12 | N36 · f | s | F31 | M23 |

## Datazioni alternative
| Autore        | Anni di regno         |
| ------------- | --------------------- |
| Redford       | 1160 a.C. - 1156 a.C. |
| Arnold        | 1156 a.C. - 1151 a.C. |
| Krauss        | 1150 a.C. - 1145 a.C. |
| Grimal        | 1148 a.C. - 1144 a.C. |
| Malek         | 1147 a.C. - 1143 a.C. |
| Shaw          | 1147 a.C. - 1143 a.C. |
| Dodson        | 1146 a.C. - 1141 a.C. |
| Gardiner      | 1145 a.C. - 1141 a.C. |
| von Beckerath | 1144 a.C. - 1140 a.C. |